# 危地马拉—乌拉圭关系
危地马拉－乌拉圭关系（西班牙語：Relaciones Guatemala-Uruguay）是指危地马拉和乌拉圭之间的双边关系。两国于1907年3月16日建交。危地马拉与乌拉圭两国均在对方首都设立了大使馆。其中，乌拉圭驻危地马拉城的大使馆亦兼辖乌拉圭在洪都拉斯、尼加拉瓜及伯利兹的相关事务。
在历史上，危地马拉与乌拉圭都曾是西班牙帝国的一部分，直到各自于1821年、1828年宣告独立。如今，这两个国家都是西班牙语言学会联盟、美洲国家组织、伊比利亚－美洲国家组织、拉美和加勒比国家共同体、凯恩斯集团和七十七国集团的成员。
两国之间的贸易虽然规模小，但相對穩定。